# Maladii metabolice heterozomale
Maladiile metabolice heterozomale sunt provocate de mutații ale genelor situate în cromozomii X sau Y (numiți și heterozomi). Mutațiile genetice de acest fel survin, de obicei, în timpul diviziunii meiotice, în profază, în etapa numită pachinem.
La mamifere (inclusiv omul) femela este purtătoarea a doi cromozomi X (homozigotă), în timp ce masculul prezintă doi cromozomi în stare heterozigotă (XY). Genele situate pe cromozomii X și Y se numesc gene sex-linked. Astfel există doua tipuri de maladii genetice heterozomale: X-linked (care au gena mutantă situată pe cromozomul X) și Y-linked (care au gena mutantă pe cromozomul Y).

## Maladii genetice X-linkate recesive
Maladiile X-linkate recesive sunt reprezentate de modificări ale genelor de pe cromozomul X, ce duc la exprimarea fenotipului la masculi (deoarece sunt hemizigoți) și la femelă dacă ambii cromozomi X prezintă gena defectă.
Femeile purtătoare (care au un singur cromozom X afectat) nu prezintă manifestări fenotipice ale cromozomului defect, deși diferențele intre cromozomii X inactivați poate duce la o varietate de exprimări clinice, deoarece unele celule se vor exprima de pe alele unuia dintre cromozomii X.
Numărul actual estimat de secvențe de gene X-linkate e de 499, iar în total incluzând și urmele vag definite sunt 983.
La oameni în general bărbații sunt afectați iar femeile sunt purtătoare. Din moment ce bărbatul are un singur cromozom X, iar femeia XX, atunci șansele ca o maladie X-linked care afectează f% din populație, este de f% la bărbați pe când la femei e de f%af%<f% .

## Sfaturi genetice
Sunt acordate de medici sau biologi geneticieni în următoarele situații:
- părinți sănătoși, dar care au rude apropiate cu boli ereditare
- părinți între care există un grad mare de rudenie
- părinți sănătoși dar care au copii cu boli ereditare
- părinți cu avorturi spontane repetate.